# Spazio chimico
Lo spazio chimico è lo spazio attraversato da tutte le possibili combinazioni stechiometriche, energeticamente stabili, di elettroni, nuclei atomici e topologie (isomeri) in molecole e anche in composti chimici in generale. Costituisce quindi l'insieme di tutte le molecole che possono esistere o essere sintetizzate.
Le reazioni chimiche consentono di muoversi all'interno dello spazio chimico, esprimendo dei collegamenti tra i punti raggiungibili tra loro. La rappresentazione delle proprietà molecolari nello spazio chimico spesso non è unica, essendoci solitamente più di una molecola che esibisce le stesse proprietà. Lo spazio chimico viene esplorato quando si esegue la progettazione dei materiali o nel processo di scoperta dei nuovi farmaci.
Si ritiene che lo spazio chimico contenga oltre 1060 composti e che l'umanità non sarà quindi mai in grado di creare tutte queste molecole. Calcolando la massa necessaria per tale enorme quantità di molecole, è stato trovato che probabilmente non c'è abbastanza massa nell'universo per formare tutte le differenti molecole. È anche evidente dalla realtà dei fatti che solamente più 44.000.000 di molecole sono state registrate (e sintetizzate) finora. L'esplorazione sistematica dello spazio chimico è possibile creando database in silico di molecole virtuali.